# Сповідь шаленого дівчиська
«Сповідь шаленого дівчиська» ( англ. Confessions of a Wild Child) — роман британської письменниці Джекі Колінз, більшість книжок якої увійшли до списку бестселерів „Нью-Йорк Таймс” (The New York Times Best Sellers [Архівовано 29 січня 2016 у Wayback Machine.]). Написаний у 2013 році пріквел, який став останнім із циклу популярних романів про сильну, харизматичну та успішну жінку Лакі Сантанжело. Роман категорії Young adult fiction або література для підлітків і молоді.

## Сюжет
«Сповідь шаленого дівчиська» розповідає про підліткові роки дикунки, яка згодом очолить бізнес-імперію. Ми знайомимося з дівчиною-підлітком, яка прагне пізнати життя, любов і незалежність. Ми вирушаємо з нею на пошуки пригод і кохання, бачимо, як вона дає опір батькові, як викарбовується її характер і незламна жага до успіху. Вона без вагань тікає із закритої школи у Швейцарії до райського острова у Греції, потім опиняється то в маєтку в Бель-Ері, то в пентхаузі в Нью-Йорку, то у шикарній віллі на півдні Франції. Жодній людині не під силу втримати Лакі. Вона знає, чого хоче, і прямує до цього, не зважаючи на перепони. У свої п’ятнадцять Лакі й справді шалене дівчисько.
Авторка присвятила цей роман «усім підліткам з нездоланною жагою до волі та самостійності».

## Екранізація
У 2014 році у спільних планах Джекі Колінз та Ileen Maisel, продюсера й однієї із засновників Amber Entertainment була екранізація роману «Сповідь шаленого дівчиська».